# Mafia: The City of Lost Heaven
Mafia: The City of Lost Heaven (укр. «Мафія: Місто втраченого раю») — відеогра, суміш 3D-шутера від третьої особи з автосимулятором, що оповідає про пригоди члена італійської мафії у вигаданому американському місті Lost Heaven (Втрачений рай).
Гра відома відмінною атмосферою США 30-х років XX століття (Велика депресія, «сухий закон»), а також найдеталізованішим (у свій час) містом.
У травні 2020 року було анонсовано ремейк гри, реліз якого відбувся 28 серпня 2020 року.

## Сюжет

### Короткий опис
Історія гри Mafia починається в 1930 році у вигаданому американському місті Lost Heaven (укр. Втрачений Рай), що є аналогом реальних Нью-Йорку і Чикаго. Сюжет подається у вигляді розповіді від імені головного героя під час їх зустрічі з детективом у 1938 році. Гравець бере на себе роль таксиста Томаса Анджело, який несподівано для себе самого починає кар'єру в організованій злочинності, як водій на службі кримінального синдикату дона Сальєрі. Він продовжує рости в ранзі, б'ючись з кланом дона Морелло. Урешті-решт, він розчаровується в житті злочинця і зустрічається з детективом, щоб здати організацію Сальері. Анджело починає згадувати з чого все почалося…

### Повний сюжет гри
Одним осіннім вечором 1930 року простий таксист Томмі випадково зустрів двох людей мафіозної сім'ї Сальері, Сема і Полі, за якими женуться члени протиборчої сім'ї Морелло. Томмі був вимушений під дулом пістолета допомогти мафіозі втекти від переслідувачів і в результаті отримав пропозицію працювати на Сальері. Проте погодився Томмі тільки після неприємної зустрічі з гангстерами Морелло, що вислідили і розбили його таксі. Поступово він втягнувся в сімейний бізнес. Почав він з того, що розбив всі машини біля бару Морелло під наглядом Полі, а незабаром Томмі врятував Полі і Сема під час невдалого збору данини Сальері за захист із заміського готелю. Томмі зрозумів, що відрізняє Сальері від Морелло: перший — бізнесмен, нападаючий тільки у відповідь на образу, а другий — «просто зухвала сволота», як охарактеризував його сам Томмі.
З часом Тому почали довіряти важливіші завдання. У 1932 році йому довелося узяти участь в перегонах замість покаліченого водія-протеже Сальері, за ніч до цього зламавши машину головного конкурента за допомогою механіка Лукаса Бертоне. В той же час він закохався в дочку бармена Луїджі, Сару, захистивши її одного разу від хуліганів, яких Томмі і Полі довелося незабаром убити. Цей «хрестовий похід» стане доленосним для нього і всієї сім'ї Сальері, оскільки один з убитих був сином важливого чиновника, друга Морелло.
Незабаром Томмі вперше задумався про правильний вибір шляху, коли йому доручили убити жінку, яка нібито передає інформацію Морелло. В результаті це завдання залишиться невиконаним, про що знатимуть лише Том і його «жертва». Тікаючи з борделя, в якому працювала зрадниця і менеджер, якого повинен був убити наш герой, він потрапить в церкву на похорони сина чиновника, де його впізнає друг покійного. В результаті почалася кривава перестрілка. У розмові зі священиком Томмі визнає, що в чомусь помилився…
Ставши гангстером, Томмі отримав не тільки певну пошану, але і гроші. Не знаючи, що з ними робити і як жити, Том і Полі починають витрачати їх на випивку і жінок. Проте Френк, консильєрі сім'ї, вирішив допомогти йому і переконав Тома повести куди-небуть Сару, яку той боїться піддавати небезпеці. Крім того, консильері попередив Томаса про небезпеку такого способу життя: «Врешті-решт, твій найкращий друг уб'є тебе».
1933 рік. В останні дні «сухого закону» Френк доручив Тому зустріти вантаж спиртного на заміській фермі. Коли Полі і Том прибули на місце, вони дізналися, що вантаж зник, і що всі хто супроводжували його убиті. В живих залишився лише важко поранений Сем. Тією ж ночі Полі вирішив знайти зрадника, а вже вранці Том дізнався, що Френк віддав поліції документи, яких досить, щоб Сальері отримав довічне ув'язнення. Тепер він повинен був виконати омерту і убити Френка. Проте дізнавшись, що консильєрі шантажувала поліція, Томмі відпустив його до Європи разом з сім'єю і забрав документи з банку. Незабаром він же пробрався на віллу міського прокурора і викрав звідти останні докази кримінального життя сім'ї Сальері. Тим часом Полі і Сем поклопоталися про свідків… Незабаром Сальері вдається взяти реванш у Морелло, діставши вантажівку з віскі Морелло, яку намагався продати Сальері убитий Морелло злодій Білл Гейтс.
«Сухий закон» був відмінений, але сім'я продовжувала заробляти гроші. Томмі одружується на Сарі і до 1935 року у нього народилася дочка. В цей же час з нападу на Сальері починається мафіозна війна, і Томмі доводиться прибрати спочатку чиновника, що доставив стільки клопоту Сальері, потім брата Морелло, Серджіо, а потім і самого дона Морелло. Так сім'я Сальері стала сильною злочинною організацією в місті, і ніщо не могло цьому перешкодити. Тільки у 1938 році почалася політична кампанія, направлена проти мафії, але і вона була зупинена черговим вбивством.
В цей час Полі почав підозрювати, що Сальері приховує від них з Томом частину грошей і незабаром з'явилося підтвердження: після того, як Томмі вкрав з порту вантаж сигар, він дізнався, що там насправді були діаманти. Тепер у нього не було сумнівів, і вони з Полі зважилися на пограбування банку для «повернення наших втрачених заробітків». Пограбування пройшло успішно, але наступного дня Том виявив Полі мертвим в калюжі крові. Гроші зникли, але незабаром подзвонив Сем і пояснив, що Сальері дізнався про їх браваду, і наказав убити обидвох. Сем запропонував зустрітися в музеї, щоб він зміг допомогти Тому. Лише там Томмі зрозумів, що Сем зрадив його і разом з натовпом мафіозі вирішив убити його. «Врешті-решт, твій найкращий друг уб'є тебе»…
Проте, Томмі покінчив із Семом до того, як той зміг покінчити з Томом, і вирішив здатися поліції, зустрівшись з детективом Норманом і розповівши йому про всі свої справи. Колишній мафіозі дав свідчення проти Сальері — багато хто з сім'ї отримав величезні терміни у в'язниці. Сам Томмі за допомогою поліції переїхав, змінив ім'я і прізвище і став працювати водієм у великій компанії.
Через багато років до будинку вже немолодого Томмі Анджело під'їдуть два кілери. Переконавшись, що це саме Анджело, один з них із словами «Містер Сальері передає вам привіт» вистрілить з обріза, після чого Томмі залишиться лежати мертвий на скривавленій траві. В кінці розповіді Томмі підсумовує, що в житті важливо у всьому знати міру, мати тверді переконання і дотримуватися їх, адже «той, хто дуже багато хоче від життя, ризикує втратити абсолютно все», закінчивши так само, як він, Полі і Сем; проте з іншого боку, «той, хто хоче дуже мало, може взагалі нічого не отримати».

## Місто

### Райони
Місто Lost Heaven складається з дев'яти районів:
1. Китайський квартал (China Town). Місце компактного мешкання китайців.
2. Маленька Італія (Little Italy), названа так через велику кількість італійських ресторанів.
3. Робочий район (Works Quarters). Місце мешкання докерів та робітників. Непрестижний район через смог, шум та гопників.
4. Центральний острів (Central Island). На ньому розташовані найважливіші урядові і муніципальні будівлі: мерія, театр і т. д.
5. Нью-арк (New Ark) — «спальний район» середнього класу.
6. Діловий центр (Downtown). Престижний район, в якому розташовані дорогі магазини, банк і т. д.
7. Хобокен (Hoboken, у вольному перекладі «бомжатник»). Через віддаленість від бізнесу і високий рівень злочинності район непрестижний.
8. Оуквуд (Oakwood), район з котеджів заможних людей.
9. Оук-хіл (Oak Hill), район мільйонерів.

## Цікаві факти
- Назва першої місії (The offer you cannot refuse) — посилання на роман «Хрещений батько». У місті також є готель «Корлеоне».
- Назва другої місії (Running Man) — посилання на фільм «Людина, що біжить» з Арнольдом Шварценеггером у головній ролі.
- Пасажири, яких ви перевозите в другій місії (Running Man/Taxi Driver, залежно від платформи), надалі фігуруватимуть у грі. Можливо, це пов'язано з малою кількістю варіантів зовнішності персонажів в грі (наприклад, через це на вулицях можна побачити багато однакових пішоходів).
- Місія перегонів (Fairplay або Race Day, залежно від платформи) достатньо проста при грі з контроллера-керма, але важко прохідна з клавіатури. Був випущений патч, що дозволяє варіювати складність гонки в широких межах.
- Імена суперників у перегонах — артисти різних heavy-metal груп.
- Одного з чоловіків, з яким гравцеві доведеться мати справу, звуть Білл Гейтс.
- Музей змальований з Музею історії мистецтва у Відні.
- Не зважаючи на те, що дія відбувається в США, потяги змальовані з європейських.
- Світлофори розташовані не так, як в реальному житті — на дальній стороні вулиці, а не на ближній. Але це пояснюється невеликим полем зору комп'ютерного екрану: у такому положенні їх найкраще видно.
- Маяк з підказкою в «Їзді екстрим» — посилання на гру Myst.
- Машину, яка фігурує наприкінці гри, можна виграти в «Їзді екстрим». При цьому завдання, за яке вона дається, перекликається з сюжетом гри: відстежити невидимку.
- Одного з персонажів в «Їзді екстрим» звуть Speedy Gonzales (посилання на мультфільм Looney Tunes).
- Вантажівка в «Їзді екстрим», на якій не можна опускати швидкість нижче 54 км/год, — посилання на фільм «Швидкість».
- Автомобіль Flower Power в «Їзді екстрим» оформлений в стилі фургонів хіппі.
- У заставці в кінці дванадцятої місії (A Great Deal!) можна побачити Сальері п'ючим віскі. Напис на пляшці свідчить BRNO. Брно — чеське місто, в якому знаходиться штаб-квартира розробників гри, Illusion Softworks.